# Trichilia surinamensis
Trichilia surinamensis är en tvåhjärtbladig växtart som först beskrevs av Miquel, och fick sitt nu gällande namn av C. Dc.. Trichilia surinamensis ingår i släktet Trichilia och familjen Meliaceae. Inga underarter finns listade i Catalogue of Life.